# La Porcherie
La Porcherie este o comună în departamentul Haute-Vienne din centrul Franței. În 2009 avea o populație de 601 de locuitori.

## Evoluția populației
| An        | 1975 | 1982 | 1990 | 1999 | 2006 | 2009 |
| --------- | ---- | ---- | ---- | ---- | ---- | ---- |
| Populație | 777  | 693  | 608  | 619  | 606  | 601  |